# Макэвой, Джеймс
Джеймс Макэвой (англ. James McAvoy; род. 21 апреля 1979, Глазго, Великобритания) — шотландский актёр. Он дебютировал в качестве актёра в роли подростка в фильме «Соседняя комната» (1995) и появлялся в основном на телевидении до 2003 года, когда началась его карьера в полнометражном кино. Его известные телевизионные работы включают триллер «Большая игра», научно-фантастический сериал Фрэнка Герберта «Дети Дюны».

## Биография

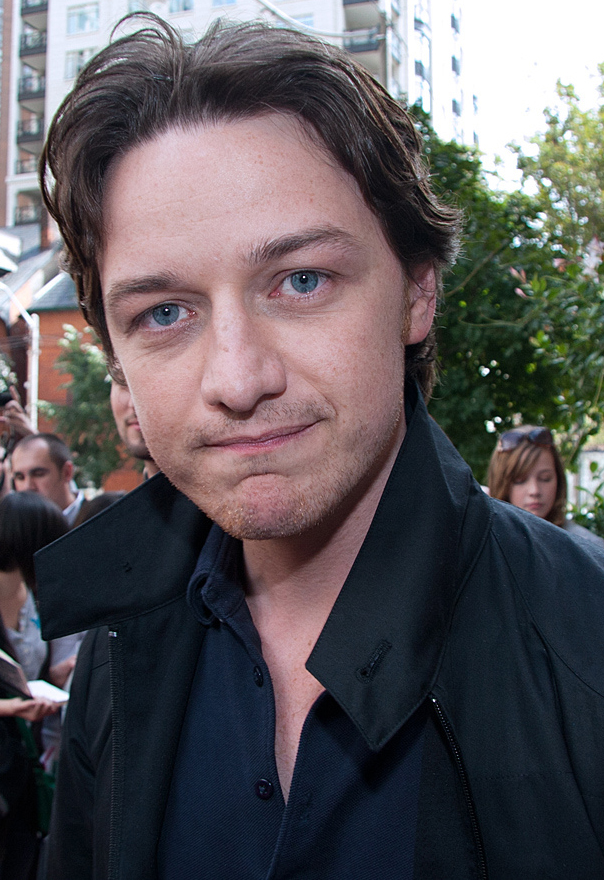
Джеймс Макэвой на Кинофестивале в Торонто в 2010 году

Джеймс Макэвой родился в 1979 году в Глазго (Шотландия) в семье санитарки психиатрической лечебницы Элизабет Джонстоун и строителя Джеймса Макэвоя-старшего. Когда мальчику было семь лет, родители развелись. Его мать по слабости здоровья отправила Джеймса к своим родителям-мясникам, Мэри и Джеймсу Джонстоун, жившим в муниципальном доме в Драмчапеле. Иногда к ним приезжала пожить и она сама. У Джеймса есть сестра Джой (вокалистка в шотландской группе «Streetside») и младший единокровный брат Дональд. После развода родителей Джеймс с отцом не общается, хотя в 2006 году, когда его сын обрёл известность, Джеймс-старший сказал в интервью Sunday Mirror, что хотел бы наладить с ним контакт, но не знает, как это сделать.
В юности, посещая католическую школу имени Фомы Аквинского в Джорданхилле, Джеймс хотел стать священником, но шотландский нрав привёл его в ряды Военно-морских сил Соединённого Королевства. Однако, судьбой молодого человека было стать актёром. Как-то в класс к Джеймсу пришёл продюсер Дэвид Хэйман и рассказал пару забавных историй про киносъёмки. Они настолько заинтересовали Макэвоя, что он немедленно попросил знаменитого режиссёра дать ему роль. Так в фильме «Соседняя комната» он впервые появился на экране. А отточила мастерство актёра уже Шотландская королевская академия музыки и драмы, куда Джеймс поступил с удивительной лёгкостью, несмотря на огромный конкурс.
Среди наиболее значительных ролей Макэвоя — фавн Мистер Тумнус в первой части «Хроник Нарнии», молодой Лето Атрейдес II в мини-сериале «Дети Дюны», Уэсли Гибсон в боевике «Особо опасен», Рори О’Шей в драме «А в душе я танцую». Джеймс также являлся кандидатом на роль Бильбо Бэггинса в экранизации «Хоббита» Джона Толкина, однако контракт достался Мартину Фримену. Кроме того, он снялся в фильме «Искупление», в 2009 году вышла картина с его участием «Последнее воскресение» — о последних днях жизни Льва Толстого, а в 2011 году сыграл роль Профессора Икс Чарльза Ксавьера в первой части новой трилогии «Люди Икс: Первый класс».
В 2013 году Макэвой снялся в скандальной экранизации романа Ирвина Уэлша «Грязь» в роли сумасшедшего коррумпированного британского детектива Брюса Робертсона. Роль сильно отличается от привычного амплуа Макэвоя, при этом большинство критиков высоко отметили его игру, а некоторые из них даже сочли образ Робертсона лучшим за всю его карьеру.

## Личная жизнь
Джеймс шесть лет прожил с однокурсницей Эммой Нельсон. Расставшись с ней, он пристрастился к алкоголю и в его карьере наступил творческий кризис.
На съёмках он познакомился с актрисой Энн-Мари Дафф. В 2006 году они поженились. 16 июня 2010 года у супругов родился сын Брэндан. В мае 2016 года стало известно, что пара развелась, но сохранила дружеские отношения. Чтобы не сильно травмировать сына, Энн-Мари и Джеймс по-прежнему живут вместе в Северном Лондоне в те периоды, когда оба не снимаются.

## Фильмография
| Год       |     | Русское название                               | Оригинальное название                                          | Роль                           |
| --------- | --- | ---------------------------------------------- | -------------------------------------------------------------- | ------------------------------ |
| 1995      | ф   | Соседняя комната                               | The Near Room                                                  | Кевин                          |
| 1997      | с   | Чисто английское убийство                      | The Bill                                                       | Гэвин Доналд                   |
| 1997      | ф   | Возрождение                                    | Regeneration                                                   | Энтони Балфор                  |
| 1997      | тф  | Ангел проходит мимо                            | An Angel Passes By                                             | Местный парень                 |
| 2000      | тф  | Лорна Дун                                      | Lorna Doone                                                    | Сержант Блоксхэм               |
| 2001      | мтф | Братья по оружию                               | Band of Brothers                                               | рядовой Джеймс Миллер          |
| 2001      | ф   | Бассейн                                        | Swimming Pool Der Tod Feiert Mit                               | Майк                           |
| 2002      | мтф | Белые зубы                                     | White Teeth                                                    | Джош Малфин                    |
| 2002—2008 | с   | Война Фойла                                    | Foyle’s War                                                    | Рэй Притчарт                   |
| 2002      | с   | Инспектор Линли расследует                     | The Inspector Lynley Mysteries                                 | Гован Росс                     |
| 2002      | ф   | Королева Болливуда                             | Bollywood Queen                                                | Джеймс/Джей                    |
| 2003      | мтф | Дети Дюны                                      | Children of Dune                                               | Лето Атрейдес II               |
| 2003      | мтф | Большая игра                                   | State of Play                                                  | Дэн Фостер                     |
| 2003      | ф   | Золотая молодёжь                               | Bright Young Things                                            | Саймон                         |
| 2004      | мф  | Нити                                           | Strings                                                        | Хал                            |
| 2004      | ф   | Уимблдон                                       | Wimbledon                                                      | Карл Кольт                     |
| 2004      | ф   | А в душе я танцую                              | Inside I’m Dancing \ Rory O’Shea Was Here                      | Рори О’Шей                     |
| 2004—2005 | с   | Бесстыдники                                    | Shameless                                                      | Стив Макбрайд                  |
| 2005      | ф   | Хроники Нарнии: Лев, колдунья и волшебный шкаф | The Chronicles of Narnia: The Lion, the Witch and the Wardrobe | Мистер Тумнус                  |
| 2005      | тф  | Шекспир на новый лад                           | ShakespeaRe-Told                                               | Джо Макбет                     |
| 2006      | ф   | Последний король Шотландии                     | The Last King of Scotland                                      | доктор Николас Гарриган        |
| 2006      | ф   | Пенелопа                                       | Penelope                                                       | Джонни Мартин/Макс             |
| 2006      | ф   | Попасть в десятку                              | Starter for 10                                                 | Брайан Джексон                 |
| 2007      | ф   | Джейн Остин                                    | Becoming Jane                                                  | Томас Лефрой                   |
| 2007      | ф   | Искупление                                     | Atonement                                                      | Робби Тёрнер                   |
| 2008      | ф   | Особо опасен                                   | Wanted                                                         | Уэсли Гибсон                   |
| 2009      | ф   | Последнее воскресение                          | The Last Station                                               | Валентин Булгаков              |
| 2010      | ф   | Заговорщица                                    | The Conspirator                                                | Фредерик Эйкен                 |
| 2011      | мф  | Гномео и Джульетта                             | Gnomeo and Juliet                                              | Гномео                         |
| 2011      | ф   | Люди Икс: Первый класс                         | X-Men: First Class                                             | Чарльз Ксавьер / Профессор Икс |
| 2011      | мф  | Секретная служба Санта-Клауса                  | Arthur Christmas                                               | Артур                          |
| 2013      | ф   | Грязь                                          | Filth                                                          | Брюс Робертсон                 |
| 2013      | ф   | Добро пожаловать в капкан                      | Welcome to the Punch                                           | Макс Левински                  |
| 2013      | ф   | Транс                                          | Trance                                                         | Саймон                         |
| 2014      | ф   | Люди Икс: Дни минувшего будущего               | X-Men: Days of Future Past                                     | Чарльз Ксавьер / Профессор Икс |
| 2014      | ф   | Исчезновение Элеанор Ригби                     | The Disappearance of Eleanor Rigby                             | Конор Ладлоу                   |
| 2015      | ф   | Виктор Франкенштейн                            | Victor Frankenstein                                            | Виктор фон Франкенштейн        |
| 2016      | ф   | Люди Икс: Апокалипсис                          | X-Men: Apocalypse                                              | Чарльз Ксавьер / Профессор Икс |
| 2017      | ф   | Погружение                                     | Submergence                                                    | Джеймс Мур                     |
| 2017      | мс  | Обитатели холмов                               | Watership Down                                                 | Орех                           |
| 2017      | ф   | Сплит                                          | Split                                                          | Кевин Крамб                    |
| 2017      | ф   | Взрывная блондинка                             | Atomic Blonde                                                  | Дэвид Персиваль                |
| 2018      | ф   | Дэдпул 2                                       | Deadpool 2                                                     | Чарльз Ксавьер / Профессор Икс |
| 2019      | ф   | Стекло                                         | Glass                                                          | Кевин Крамб                    |
| 2019      | ф   | Люди Икс: Тёмный Феникс                        | Dark Phoenix                                                   | Чарльз Ксавьер / Профессор Икс |
| 2019      | ф   | Оно 2                                          | It Chapter Two                                                 | Уильям «Билл» Денбро           |
| 2019—2022 | с   | Тёмные начала                                  | His Dark Materials                                             | лорд Азриэл                    |
| 2021      | ф   | Вместе                                         | Together                                                       | Он                             |
| 2021      | ки  | 12 минут                                       | Twelve Minutes                                                 | главный герой                  |
| 2021      | ф   | Исчезнувший                                    | My Son                                                         | Эдмонд Мюррей                  |
| 2021      | кор | —                                              | The Sands Between                                              | Мужчина                        |
| 2022      | ф   | Пузырь                                         | The Bubble                                                     | Джеймс Макэвой                 |
| 2022      | с   | Песочный человек                               | The Sandman                                                    | Златокудрый мужчина            |
| 2024      | ф   | Книга Кларенса                                 | The Book of Clarence                                           | Понтий Пилат                   |
| 2024      | ф   | Не говори никому                               | Speak No Evil                                                  | Патрик                         |
|           | ф   | Контроль                                       | Control                                                        | доктор Конвей                  |
|           | ф   | Включи солнце!                                 | Turn Up The Sun!                                               |                                |

## Награды и номинации
Полный список наград и номинаций на сайте IMDb.
- 2006 — BAFTA. Победитель в номинации: «Восходящая звезда»
- 2007 — Каннский кинофестиваль. Победитель в номинации: «Приз компании „Шопар“ лучшему молодому актёру»
  - 2007 — Премия BAFTA: лучшая мужская роль второго плана «Последний король Шотландии»
- 2008 — Золотой глобус. Номинация на лучшую мужскую роль (драма) за «Искупление»
- 2013 — Премия британского независимого кино. Победитель в номинации: «Лучший актёр британского независимого фильма» за «Грязь»
- 2017 — MTV Movie Awards. Номинация: «Лучший актёр» за «Сплит»
- 2017 — Teen Choice Awards
- 2017 — Премия Общества кинокритиков Гавайев за «Сплит»